# Nini Tirebouchon
Pour plus de détails, voir Fiche technique et Distribution.
Nini Tirebouchon (titre italien : Ninì Tirabusciò, la donna che inventò la mossa) est un film franco-italien réalisé par Marcello Fondato, sorti en 1970.

## Fiche technique
- Titre original : Ninì Tirabusciò, la donna che inventò la mossa
- Titre français : Nini Tirebouchon
- Réalisation : Marcello Fondato
- Scénario : Marcello Fondato
- Photographie : Carlo Di Palma
- Montage : Sergio Montanari
- Musique : Carlo Rustichelli
- Pays d'origine : Italie - France
- Format : Couleurs - 2,35:1 - Mono    techniscope
- Genre : comédie
- Date de sortie : 1970

## Distribution
- Monica Vitti : Maria Sarti / Ninì Tirabusciò
- Gastone Moschin : Mariotti
- Pierre Clémenti : Francesco
- Peppino De Filippo : Magistrat
- Carlo Giuffré : Antonio
- Sylva Koscina : baronne de Valdarno
- Salvo Randone
- Claude Rich : Paolo di Sergeno
- Nino Taranto : Armando / professeur Vincelli
- Lino Banfi : Nicola Maldacea
- Fanfulla : directeur du Varieties
- Angela Luce : la femme de Nando
- Elisa Mainardi : prostituée
- Marisa Merlini : l'assistante de Ciccio / la danseuse arabe
- Toni Ucci : Nando
- Bruno Cirino : le fils de Nando
- Mario Siletti